# Región de Prešov
La región de Prešov (en eslovaco: Prešovský kraj; en rusino: Pryashivs'ko oblost) es una de las ocho regiones administrativas (kraj) de Eslovaquia. La capital es la ciudad de Prešov.

## Demografía
| Año        | 1994    | 2004    | 2014    | 2024    |
| ---------- | ------- | ------- | ------- | ------- |
| Población  | 763 911 | 796 745 | 819 977 | 810 008 |
| Diferencia |         | +4,29 % | +2,91 % | −1,21 % |

| Año        | 2023    | 2024    |
| ---------- | ------- | ------- |
| Población  | 808 810 | 810 008 |
| Diferencia |         | +0,14 % |

## Distritos

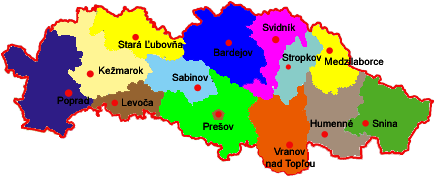
Distritos de la región de Prešov.

La región de Prešov se subdivide en 13 distritos (en eslovaco okresy):
- Distrito de Bardejov
- Distrito de Humenné
- Distrito de Kežmarok
- Distrito de Levoča
- Distrito de Medzilaborce
- Distrito de Poprad
- Distrito de Prešov
- Distrito de Sabinov
- Distrito de Snina
- Distrito de Stará Ľubovňa
- Distrito de Stropkov
- Distrito de Svidník
- Distrito de Vranov nad Topľou

### Municipios
Cuenta con 646 municipios